# Domkapitel Magdeburg

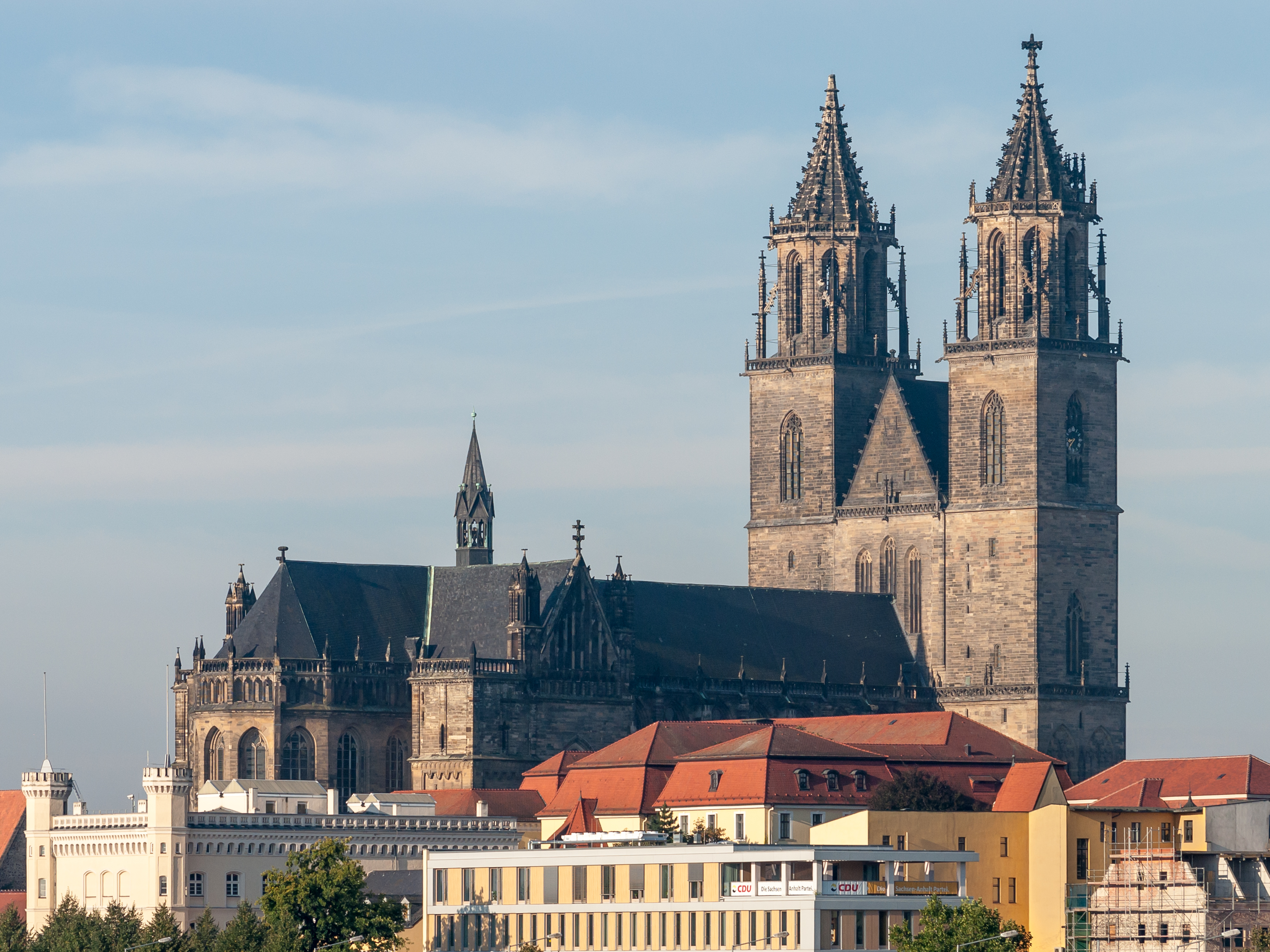
Dom zu Magdeburg, bis 1810 Sitz des alten Domkapitels

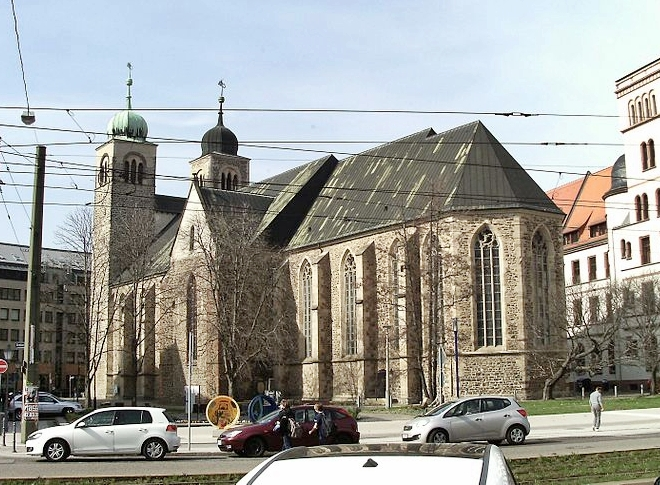
St. Sebastian zu Magdeburg, seit 1994 Sitz des neuen Domkapitels

Das Domkapitel Magdeburg war das Domkapitel im Erzbistum Magdeburg. Es bestand von 968 bis 1810. Zusammen mit dem 1994 neu gegründeten Bistum Magdeburg entstand wieder ein Domkapitel.

## Geschichte
Das Domkapitel wurde wahrscheinlich mit Gründung des Erzbistums Magdeburg im Jahr 968 gebildet. Es sollte den Erzbischof in der Leitung des Erzbistums und beim täglichen Chordienst unterstützen.
Anno 1567 wurde das Domkapitel lutherisch. Prägend für die Politik des Domkapitels in der Zeit des Dreißigjährigen Kriegs war der langjährige Syndikus Georg Adam Brunner. Obwohl Erzstift und Erzbistum Magdeburg 1648 säkularisiert wurden, konnte das Domkapitel weiterbestehen. Es verlor allerdings einige Rechte wie die Wahl des Administrators und die Besetzung neuer Domherrenstellen. Als Syndikatshaus diente nun das heutige Gebäude Remtergang 1, das Kapitelhaus grenzte dort, östlich des heutigen Remtergangs gelegen, südlich an. Im Jahre 1810 wurde es durch die Regierung des Königreichs Westphalen aufgehoben.
Mit der Errichtung des römisch-katholischen Bistums Magdeburg im Jahr 1994 wurde ein neues Domkapitel eingerichtet. Es hat seinen Sitz an der Sankt-Sebastian-Kirche in Magdeburg.

## Strukturen
Bei der Gründung sollte das Kapitel aus 12 Domherren bestehen. Nähere Angaben zu Einzelheiten sind nicht erhalten.
Im 15. Jahrhundert bestand das Domkapitel aus 19 adligen Domherren und einem Lektor. Diese waren berechtigt, einen neuen Erzbischof zu wählen und über Angelegenheiten des Kapitels zu entscheiden. Sie verfügten über Einnahmen aus eigenen Pfründen. Meist waren sie nicht anwesend und ließen sich bei den täglichen Chorgebeten durch Vikare vertreten. Außerdem gab es weitere 18 Kanoniker, die allerdings nicht wahl- und stimmberechtigt waren.
Das Kapitel wurde geleitet und nach außen vertreten vom Dompropst, der allerdings seit dem 15. Jahrhundert kaum noch mit internen Angelegenheiten des Kapitels befasst war. Die innere Leitung hatte ein Dekan inne, der von einem Senior unterstützt und vertreten wurde. Daneben gab es weitere Ämter, wie Kustos, Scholastikus, Kantor und andere.
Das Domkapitel hatte Einnahmen aus einem eigenen Besitz in einigen Dörfern der Umgebung.